# Distretto di Khu Mueang
Il distretto di Khu Mueang (in thailandese: คูเมือง) è un distretto (amphoe) della Thailandia, situato nella provincia di Buriram.